# 汪堅 (正德進士)
汪堅（1486年—？），字子固，直隸寧國府旌德縣人，民籍，明朝政治人物。

## 生平
正德十一年（1516年）丙子科應天府鄉試第二十六名舉人。正德十六年（1521年）中式辛巳科會試第一百八名，登第二甲第九十一名進士。嘉靖九年（1530年）任福州府知府，历官保定府知府，嘉靖十七年（1538年）正月升湖广按察司副使，二十年二月升河南布政司右参政。

## 家族
曾祖汪良用；祖父汪和；父汪烋，母舒氏。重庆下。弟天荣、增荣、佳荣、韶荣。